# 묵시록 코드
《묵시록 코드》(러시아어: Kod Apokalipsisa)/(영어: Apocalypse Code)는 2007년에 개봉한 러시아의 영화이다.

## 한국판 성우진(KBS)
- 문선희 - 마리 / 다르야(아나스타샤 자보로트뉘크)
- 이규화 - 루이(벵상 뻬레)
- 온영삼 - 이고르(블라디미르 멘쇼프)
- 김규식 - 루비얀카 요원(보리스 토카레브)
- 임진응 - 안톤(오스카 쿠체라)
- 장승길 - 자파드(론 크레이머)
- 김규식 - 루비얀카 요원(보리스 토카레브)
- 이호인 - 자파드의 형(나엠 갈릴리) / 국장(알렉산드르 타이틴)
- 김태연 - 운전기사(론 브로이) / 알베르토
- 윤병화 - 라일리(제이 베네딕트) / 하친스(올레그 스테판)
- 김관진 - 팔라치(다우드 미르자)
- 전인배 - 헌터(알렉세이 세레브랴코프)
- 나수란 - 호텔 직원(아스민 이자) / 알베르토의 아내
- 곽윤상 - 요원(이안 샵아틀라스)
- 최창석 - 요원(루이스 필리프 마누엘)